# 松下笑一
松下 笑一（まつした しょういち、1973年9月11日 - ）は、日本のお笑いタレント。本名、松下 誠一（まつした せいいち）。
福岡県出身。吉本興業所属。かつては、吉本新喜劇に所属していた。その後よしもとクリエイティブ・エージェンシー福岡事務所に復帰したが、2008年4月によしもとクリエイティブ・エージェンシー東京本部に移籍、その後吉本興業福岡事務所に再復帰した。旧名・ゴルゴ松下、松上男吾。

## 経歴
1992年、吉本興業福岡事務所から、お笑いタレント、ゴルゴ松下としてデビュー。大阪の吉本新喜劇入団前は、10年以上福岡吉本に所属していた。福岡時代はテレビにも出演していたが、芸人としての活動よりも、むしろアート引越センターでのバイトの方に力を注いでいたそうである（本人もそれをネタにしていた）。2005年に吉本新喜劇によって行われた「金の卵オーディション」を通過して正式入団、福岡吉本から大阪吉本新喜劇へ移籍する。一時家庭事情により帰福。同時に福岡吉本に復帰。その後2007年東京吉本に移籍する。
芸名は数度変えている。元々はゴルゴ松下を名乗っていたが、90年代後半に東京でTIMがブレイクしたため、「ゴルゴ松本のパクリである」との誤解を招く可能性があることから松上男吾に改名。大阪移籍以来名乗っている現在の笑一は、プロレスリング・ノア社長の三沢光晴が命名した。
2007年より、よしもとクリエイティブ・エージェンシー東京本部に在籍。2013年、吉本興業のあなたの街に住みますプロジェクトの2代目「神奈川住みます芸人」に就任。同年、茅ヶ崎市観光協会51周年親善大使に就任。
その後福岡吉本に復帰し、よしもと福岡劇場に出演している。

## バルーンアート
当初はレギュラー番組を持っていたが、「しゃべりが得意じゃなかった」ため、徐々に仕事が減っていった。そこで、2003年頃、大道芸を見たことをきっかけにバルーンアートを開始する。その後大道芸を研究、落語のネタや笑いのネタをバルーンパフォーマンスに混ぜ、何度も試行錯誤を重ね、バルーンを使い笑いを誘う「風船漫談パフォーマンス」を確立したという。
どんなものでもバルーンアートで作ることができるが、時間がかかる。そのため、自宅で作って持っていくことも多いが、東京で営業のとき、福岡で作ったバルーン作品を飛行機には乗せられないということになり、福岡の空港ですべて壊し、到着した羽田空港の隅で2時間かけて作り直したことがある。
2011年10月より、吉本の同期、先輩、後輩芸人等からなるバルーンアートのサークル「吉本風船クラブ」を立ち上げ、風船指導を始める。指導開始以降、バルーンアート全国大会にて受賞するメンバーも多数誕生している。
バルーンアート全国大会「ツイスターズ2009in所沢」3on3部門にてチーム優勝。ツイスターズ2017in茨城パフォーマンス部門にて優勝。

## 持ちギャグ
- 特技であるツイスト・バルーンが持ちギャグ。軽快なリズムに乗って、風船で犬などを作る。
- 福岡吉本時代の代表的なギャグは「フェニックス!」。住谷正樹の「フー」のようなポーズで叫ぶ。

## エピソード
- 仲間意識が非常に強い好人物として福岡吉本では通っていた。2006年に先輩の博多華丸がR-1ぐらんぷりで優勝した際、大阪にいた松下は華丸大吉の二人に電話をかけ、涙を流して自分のことの様に喜んだと言う。二人も「大阪のゴルゴ（松下）が自分のことみたいに喜んでくれてありがたい」と語っている[5]。
- 福岡吉本の先輩である博多大吉の弟子（前述の三沢光晴から芸名をもらったのも、大吉の手引きによるもの）